# Living Proof (album IQ)
Living Proof – album koncertowy brytyjskiego, neoprogresywnego zespołu IQ, wydany w 1986 roku.

## Spis utworów
1. „Awake And Nervous” – 7:21
2. „Outer Limits” – 7:37
3. „It All Stops Here” – 6:59
4. „Just Changing Hands” – 5:23
5. „The Wake” – 3:46
6. „The Magic Roundabout” – 7:37
7. „Widow's Peak” – 8:47
8. „The Thousand Days” – 3:47
9. „Corners” – 5:07

## Wykonawcy
- Paul Cook – perkusja
- Tim Esau – gitara basowa
- Mike Holmes – gitary
- Peter Nicholls – wokal
- Martin Orford – instrumenty klawiszowe